# Iwan Hiełda
Iwan Hiełda (biał. Іван Гелда; ur. 28 lipca 1897 w Wiercholesie (pow. sokólski), zm. w 1946 prawdopodobnie w Białymstoku) – białoruski narodowy działacz polityczny i wojskowy, dowódca białostockiego batalionu Białoruskiej Samopomocy Ludowej, a następnie dowódca ds. wojskowych batalionu desantowego "Dalwitz" podczas II wojny światowej.
Brał udział w I wojnie światowej jako oficer armii rosyjskiej. W 1919 wstąpił do wojsk białych dowodzonych przez gen. Nikołaja Judenicza. Brał udział w ich nieudanej ofensywie na Piotrogród. Do jesieni 1920 walczył następnie z wojskami bolszewickimi w szeregach armii gen. Stanisława Bułak-Bałachowicza. Następnie zamieszkał na Białostocczyźnie. Uczestniczył aktywnie w białoruskim ruchu narodowym. Był czołowym działaczem Białoruskiej Włościańsko-Robotniczej Hromady, jej przywódcą w powiecie sokalskim, z powodu czego w 1927 aresztowały go polskie władze. Na pocz. 1939 brał udział w nielegalnej konferencji Hromady w Baranowiczach. Po ataku ZSRR na Polskę 17 września 1939, przedostał się na ziemie polskie okupowane przez Niemców, ratując się przed aresztowaniem przez NKWD. Kiedy wojska niemieckie zaatakowały ZSRR 22 czerwca 1941, powrócił w lipcu do Białegostoku. Został referentem w miejskim komitecie. W 1943 organizował w różnych miejscowościach Białostocczyzny oddziały wojskowe Białoruskiej Samopomocy Ludowej. Jednocześnie w stopniu kapitana objął dowodzenie batalionu Samopomocy w Białymstoku. Z drugiej strony działał w konspiracyjnej Białoruskiej Partii Niepodległościowej; był jej przywódcą na Białostocczyźnie. Na pocz. 1944 wraz z grupą białoruskich wojskowych batalionu białostockiego został aresztowany przez Gestapo pod zarzutem działalności niepodległościowej. W czerwcu tego roku wypuszczono go na wolność. Po ewakuacji do Niemiec sprawował od lipca w stopniu majora funkcję dowódcy ds. wojskowych batalionu desantowego "Dalwitz" stacjonującego w Prusach Wschodnich. Na pocz. lutego 1945 wszedł w skład Białoruskiej Centralnej Rady z siedzibą w Berlinie. Uczestniczył w kwietniu tego roku w Berlinie w jej nielegalnej konferencji. W maju przedostał się na Białoruś, ale już w czerwcu został aresztowany przez Sowietów. W procesie członków Białoruskiej Partii Niepodległościowej został skazany na karę śmierci, wykonaną przez powieszenie w 1946, prawdopodobnie w Białymstoku.